# Xã Cleburne, Quận Phillips, Arkansas
Xã Cleburne (tiếng Anh: Cleburne Township) là một xã thuộc quận Phillips, tiểu bang Arkansas, Hoa Kỳ. Năm 2010, dân số của xã này là 660 người.